# FAM20B
Protein FAM20B là protein ở người được mã hóa bởi gen FAM20B.